# Le Berceau du chat
Ne doit pas être confondu avec Berceau du chat.
Le Berceau du chat (titre original en anglais : Cat's Cradle) est un roman de science-fiction de l'écrivain américain Kurt Vonnegut, publié en 1963. Ce livre est un hommage à la stupidité et la naïveté humaine.

## Titre
Comme en anglais, Le Berceau du Chat est une référence au jeu de ficelle du même nom, qui est cité dans l'ouvrage.

## Résumé
« Jonas », journaliste  par nécessité, fait des recherches pour les besoins de son livre, sur l’un des pères de la bombe atomique, le Dr Hoeniker, scientifique génial qui a aussi découvert la glace-neuf, une sorte de solidificateur de l'eau à température ambiante. Jonas tente de rencontrer le fils d’Hoeniker, qui demeure sur une île dirigée par un dictateur, assisté par un déserteur et un gourou, Bokonon, qui prêche une proche apocalypse.